# Anni 370
Gli anni 370 sono il decennio che comprende gli anni dal 370 al 379 inclusi.

## Eventi, invenzioni e scoperte
- 372-375: rivolta di Firmo in Africa. Valentiniano I invia il comes Teodosio a debellare la rivolta.

## Personaggi
- Valentiniano I, imperatore romano
- Teodosio, generale romano
- Firmo, usurpatore